# Paul Chacornac
Paul Chacornac (Parijs, 29 september 1884 - 8 maart 1964) was een Frans auteur en uitgever.
Als uitgever zette hij, samen met zijn broer Louis, de uitgeverij Chacornac verder, die door hun vader Henri Chacornac in 1901 was opgericht. Hij heeft de eerste artikels en werken gepubliceerd van René Guénon.
Als auteur heeft hij enkele biografieën nagelaten die klassiek geworden zijn en in verschillende talen vertaald.

## Werken
- Le Comte de Saint-Germain, Paris, Chacornac frères, 1947 ; rééd. 1973 ; 1989.
- La Vie simple de René Guénon, illustrations de Pierre Chaux, Paris, Éditions traditionnelles, 1957 ; rééd. 1958 ; 1996.
- Grandeur et adversité de Jean Trithème, bénédictin, abbé de Spanheim et de Wurtzbourg (1462-1516), la vie, la légende, Paris, Éditions traditionnelles, 1963 ; rééd. 1973.
- Eliphas Lévi, rénovateur de l'occultisme en France (1810-1875), présentation par Paul Redoncel, Préface de Victor-Émile Michelet, Paris, Librairie générale des sciences occultes, Chacornac frères, 1926 ; rééd. 1989.

- Biblioteca Nacional de España: XX830578
- Bibliothèque nationale de France: cb12012474s (data)
- Gemeinsame Normdatei: 1145726755
- International Standard Name Identifier: 0000 0000 6639 1375
- Library of Congress Control Number: no95024442
- Nationale Bibliotheek van Tsjechië: xx0252914
- Nederlandse Thesaurus van Auteursnamen: 070997020
- Système universitaire de documentation: 02825015X
- Virtual International Authority File: 41850519
- WorldCat: E39PBJvtcymC7dTJFMTGJtMQMP